# Cupra
Cupra (estilizado como CUPRA) es una marca española de automóviles de gama deportiva del fabricante SEAT, filial perteneciente al Grupo Volkswagen. Fue presentada oficialmente el 22 de febrero de 2018 en el circuito de Terramar en San Pedro de Ribas (Barcelona, España), en un acto especial para la prensa, donde presentó su primer modelo y los planes de su futura gama. Tiene su sede en las instalaciones de Martorell (Barcelona, Cataluña, España), y cuenta con una red de puntos de venta especializados alrededor del mundo. Hasta la fecha, ha lanzado cuatro modelos al mercado: el Cupra Ateca, el Cupra León, el Cupra Born, su primer modelo 100% eléctrico y el Cupra Formentor, el primer modelo diseñado y desarrollado íntegramente por la marca.

## Historia

### Origen

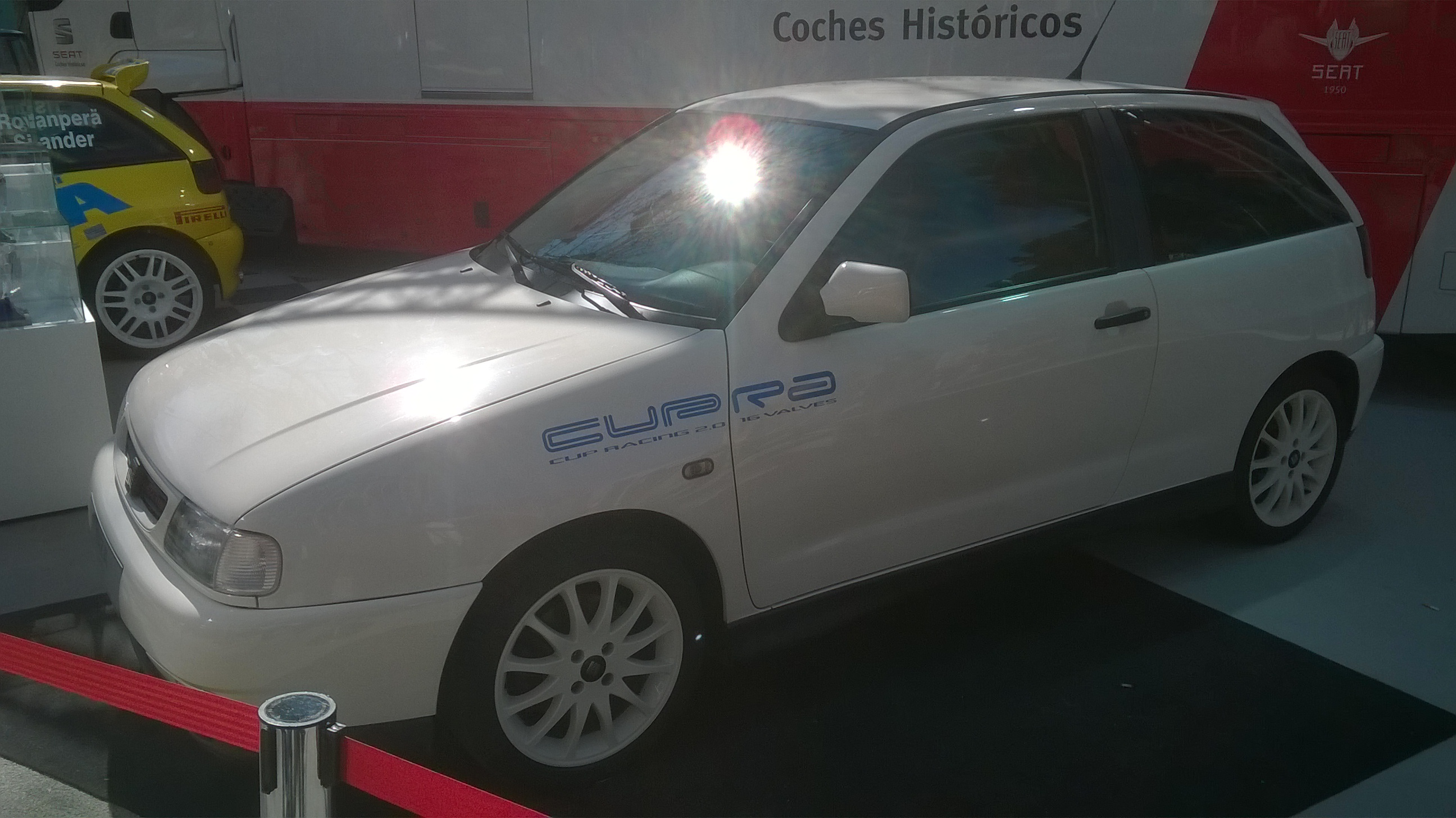
SEAT Ibiza Cupra Cup Racing 2.0 16 valves, el primer modelo que estrena la denominación Cupra.

En 1996, SEAT creó la división Cupra (acrónimo de CUP-Racing), como la versión de alta gama deportiva de la compañía. El modelo que estrenó esta denominación fue el Ibiza II, bajo el acabado GTI 16V de 3 puertas con una apariencia más Racing. Se lanzó al mercado como una edición especial, ya que hacía referencia como homenaje al modelo de competición el Ibiza Kit Car.
En 1998, dos años después del primer Cupra, se lanzó una segunda edición, esta vez denominado como CUPRA 2 World Rally Champion, al cual se le dotó de más personalización en el interior con detalles en color rojo, como los bordados del volante, y asientos, cinturones de seguridad rojos, pomo de marchas con el fondo efecto carbono y la inscripción Cupra. El exterior era prácticamente igual al anterior, ya que solo cambiaban los vinilos en color gris y efecto carbono con la inscripción Cupra 2 World Rally Champion en la parte baja de la puerta y portón.
Debido al éxito de la versión Cupra en sus dos primeras ediciones especiales, la compañía decidió convertir Cupra en el acabado deportivo de la marca en sustitución de la denominación GTI, y ampliar la gama más allá del SEAT Ibiza. En 1998 se pretendía añadir el Toledo y el Córdoba a la gama Cupra, ya que también utilizaban la motorización ABF, pero debido a que estos modelos pronto serían sustituidos (el Toledo, con una segunda generación, y el Córdoba, con un rediseño) se dejaría la idea de su introducción para más adelante.
Finalmente en 1999, ya en la segunda generación del Toledo, se presentó en el Salón del Automóvil de Ginebra el Toledo Cupra Concept que finalmente solo quedaría como prototipo. Más suerte tuvo el Córdoba, que se presentó en 1999 junto al Ibiza de nuevo rediseño como modelo concepto pre serie, que sirvió de avance de la versión comercial que se puso a la venta en el año 2000, junto al León Cupra, que heredaría varios rasgos de diseño del Toledo Cupra Concept. 
En esta siguiente etapa, la compañía quiso distinguir, algo más a los modelos Cupra, integrando unos parachoques exclusivos tanto delanteros como traseros y el logo de Cupra pasó de ser un vinilo a una pequeña chapa cromada con la inscripción Cupra acompañada de una bandera a cuadros con una línea lateral roja basada en la bandera de SEAT Sport.
Además, la gama Cupra se compondrá de dos versiones utilizando una estrategia similar a la utilizada desde un principio (con su primer modelo, el Ibiza Cupra de 1996 y posteriormente la reedición de 1998 denominado como Cupra 2 que contaba con un mejor equipamiento), que consistía en lanzar primero el modelo Cupra, y un tiempo después, se lanzaba como edición especial o limitada, utilizando desde entonces la denominación Cupra R, que significaba CUPRA Racer, que era una evolución superior al modelo inicial con detalles deportivos más exclusivos y con una motorización más potente, pues la marca ya había utilizado la denominación Racer en algún prototipo como el Arosa Racer, el Tango Racer o el Salsa Racer y ahora lo utilizaría mediante la letra R para la edición tope de los SEAT Cupra. Los Cupra R solo se comercializaron bajo las carrocerías de la segunda y tercera generación del SEAT Ibiza y en las tres primeras generaciones del SEAT León.
A partir de 2002, SEAT lanzó un nuevo acabado que iniciaba la gama deportiva sustituyendo al antiguo acabado sport, que se posicionaba por debajo de los Cupra, denominado FR, siglas provenientes de Formula Racing, estéticamente compartió algunos pequeños elementos decorativos con los Cupra, pero diferenciándose notablemente de estos con detalles propios que caracterizaban ambos acabados. 
A lo largo de los años, Cupra evolucionó hacia una serie de características que los identificaba como sello de identidad a nivel visual: destacaban los parachoques traseros con la zona de la matrícula en negro, letras Cupra en portón en vez del nombre del modelo, retrovisores en negro, salidas de aire centrales o branquias en el frontal del parachoques delantero. La denominación Cupra también se utilizó en los modelos de competición como el SEAT Cupra GT, entre otros.

### Cupra como marca

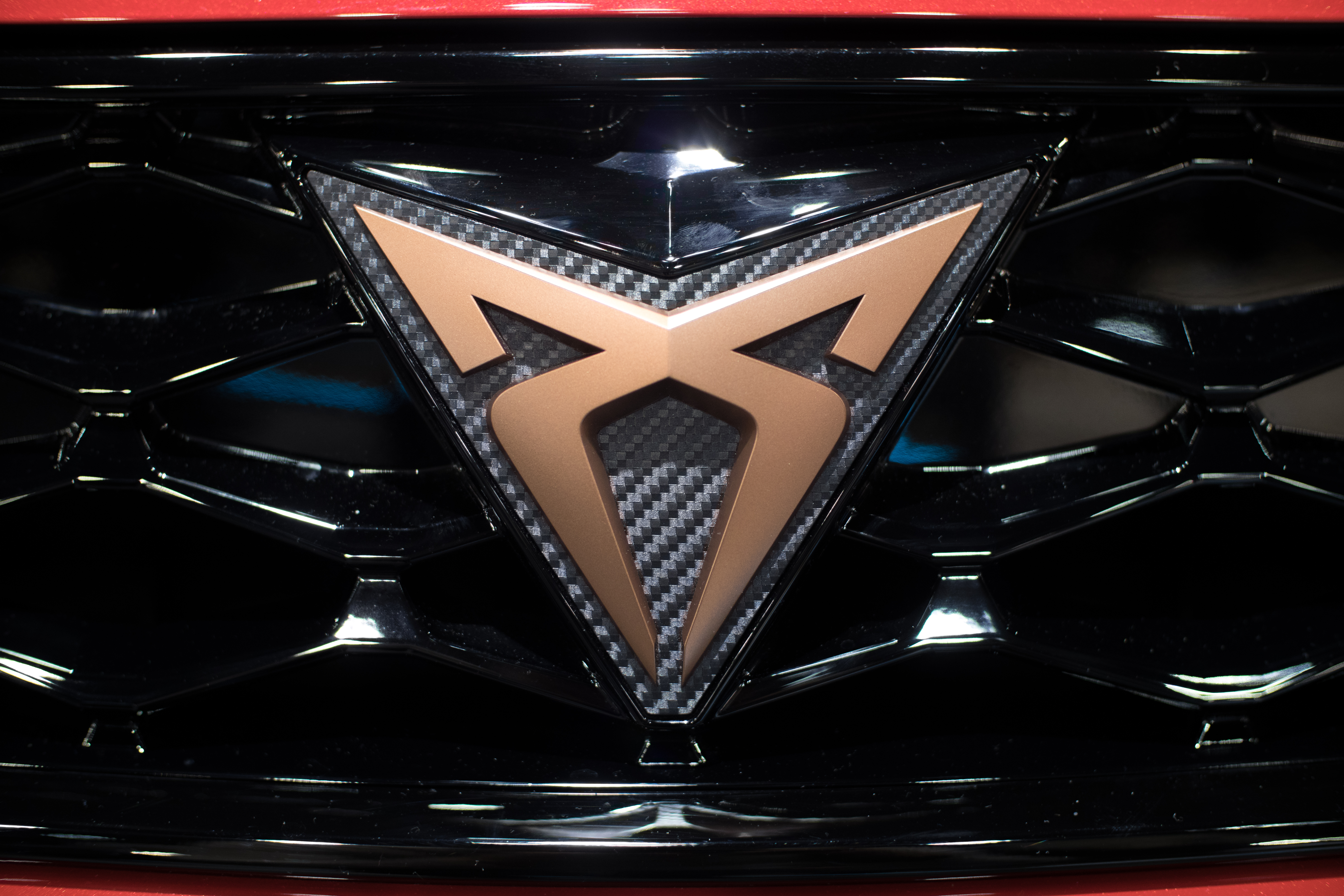
Logotipo de Cupra de la parte delantera de un Ateca.

Después de más de 20 años de historia, el 31 de enero de 2018 la compañía anunció que Cupra se convertía en una marca independiente, integrando un logotipo específico para la nueva marca, consistente en una C y su simétrica dándoles una perspectiva a las dos C en forma de puente cruzadas, consiguiendo un logotipo tribal en forma de un triángulo invertido y en color cobre.

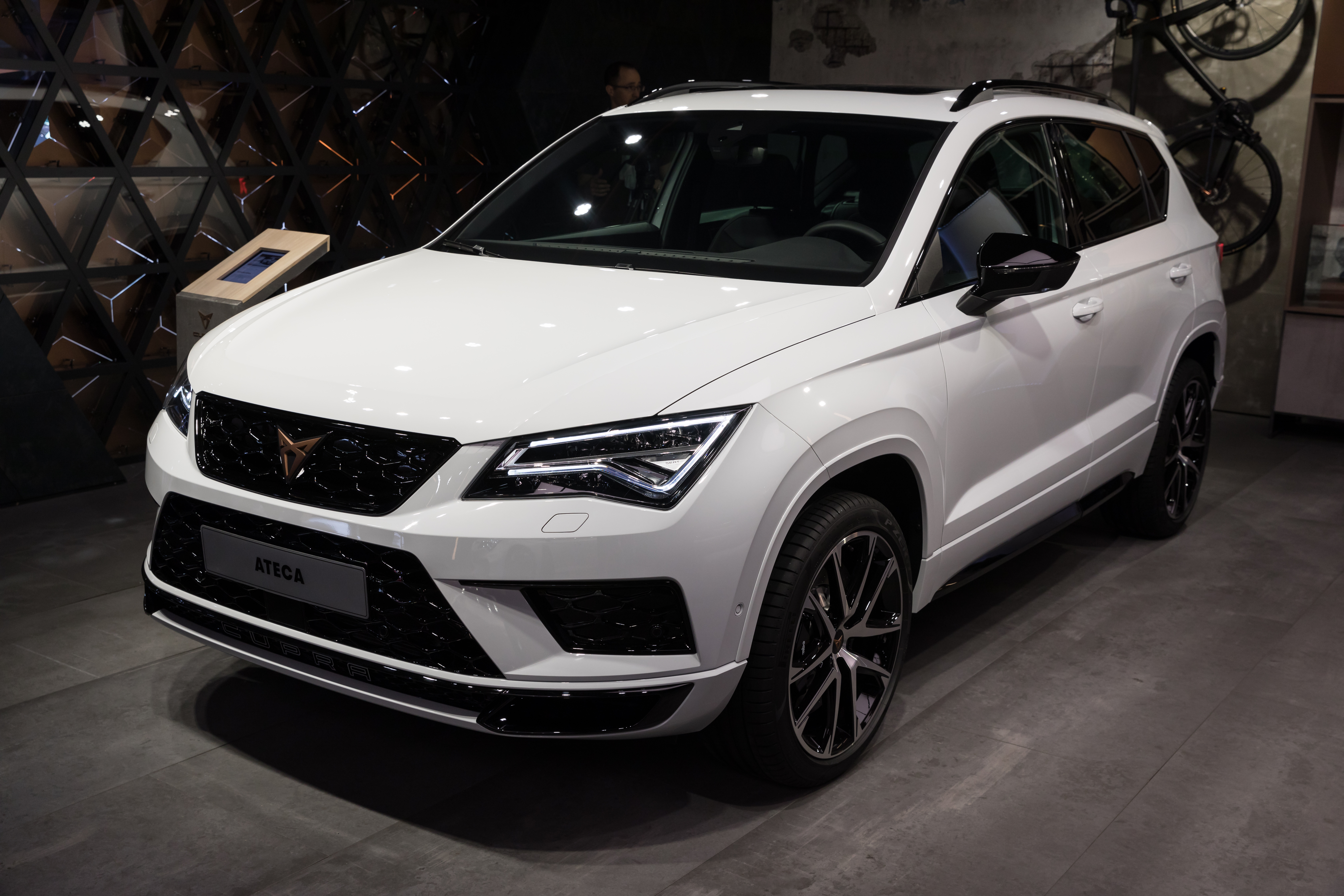
Ateca de 2018 en el Salón del Automóvil de Ginebra, primer modelo como marca.

La nueva marca se presentó oficialmente el 22 de febrero de 2018 en el circuito de Terramar, siendo el primer modelo en comercializarse el Cupra Ateca, además de presentarse como prototipo el Cupra Ibiza concept y el modelo de competición Cupra León TRC. La presentación al público fue en el mes de marzo en el Salón Internacional del Automóvil de Ginebra de 2018, donde también se presentó el SEAT León ST Cupra R como modelo de despedida con denominación SEAT así como el prototipo Cupra e-Racer, presentado por la marca como el primer turismo de competición 100% eléctrico del mundo hasta la fecha, del que derivaría el modelo de competición de la nueva categoría de la modalidad E TCR, para modelos de competición eléctricos. Este último modelo se introdujo con el objetivo de competir bajo CUPRA Racing, la división de competición de la marca, en una futura categoría de turismos eléctricos.
El 22 de febrero de 2019, coincidiendo con el primer aniversario desde la inauguración de Cupra como marca, la compañía presentó el próximo modelo que llevaría al Salón del Automóvil de Ginebra: concept car denominado Cupra Formentor, que integra como novedad una motorización híbrida enchufable. El 11 de septiembre fue presentado en el Salón del Automóvil de Fráncfort, el concept car Cupra Tavascan.

### Nueva sede
El 20 de febrero de 2020, y bajo el contexto de su segundo aniversario, se presenta la nueva sede de Cupra denominada Cupra Garage. Ubicada dentro de las instalaciones en Martorell, en un espacio de 2400 m² y dos plantas, las nuevas instalaciones cuentan con múltiples oficinas, un departamento de investigación para sus vehículos y un espacio de presentaciones. Este Cupra Garage se inauguró con la presentación del nuevo Cupra León en dos carrocerías (5 puertas y Sportstourer), además de las nuevas versiones de competición: el Cupra León Competición y el nuevo Cupra e-Racer.
El 3 de marzo se presentó la versión de serie del Cupra Formentor, que se comercializaría a finales de 2020. Este modelo supuso el primer coche 100 % diseñado, producido y desarrollado por la marca.
En el mes de julio de 2020, se anunció el lanzamiento al mercado de un nuevo modelo totalmente eléctrico para el año 2021 el Cupra Born basado en el concept de SEAT, retocándolo estéticamente dotándole de una apariencia más deportiva y elegante. En septiembre de 2020, Cupra inauguró su segundo Cupra Garage, situado en Hamburgo (Alemania), donde también un vehículo de competición preparado junto a ABT denominado ABT Cupra XE para participar en la Extreme E. Así, se convertía en la primera marca automovilística en confirmar su participación en la nueva competición off-road de SUV eléctricos.
En mayo de 2021, Cupra presentó el De Antonio Yachts D28 Formentor, un yate de 400 cv. A finales de ese mismo mes, la marca lanzó el Cupra Born, el primer modelo eléctrico de la marca y también de la compañía subsidiaria del Grupo Volkswagen, que empezó a producirse en septiembre de ese mismo año en la fábrica alemana de Zwickau. Durante el Salón del Automóvil y la movilidad (IAA) celebrado en septiembre en Múnich (Alemania) el Cupra UrbanRebel Concept, un prototipo basado en un nuevo modelo urbano eléctrico de la marca, presentado como un modelo tipo competición. Además, también se desvela el Cupra Tavascan Extreme E Concept, otro prototipo del que se basará la marca para desarrollar el vehículo de la siguiente temporada de Extreme E. En esta edición del Salón del Automóvil y la movilidad, y junto a la presentación de estos dos nuevos prototipos completamente eléctricos, Cupra anunció su objetivo de convertirse en una marca completamente eléctrica a partir del año 2030. En junio de 2022 Cupra presenta lo que será su gama antes de 2025, presentando un rediseño del León, Born y Formentor, además de tres nuevos modelos, un Tavascan y un UrbanRevel más cercanos a la producción, además del nuevo Cupra Terramar. En septiembre de 2023 Cupra presenta en el Salón IAA Munich el prototipo Cupra DarkRebel.

### Más allá de los automóviles

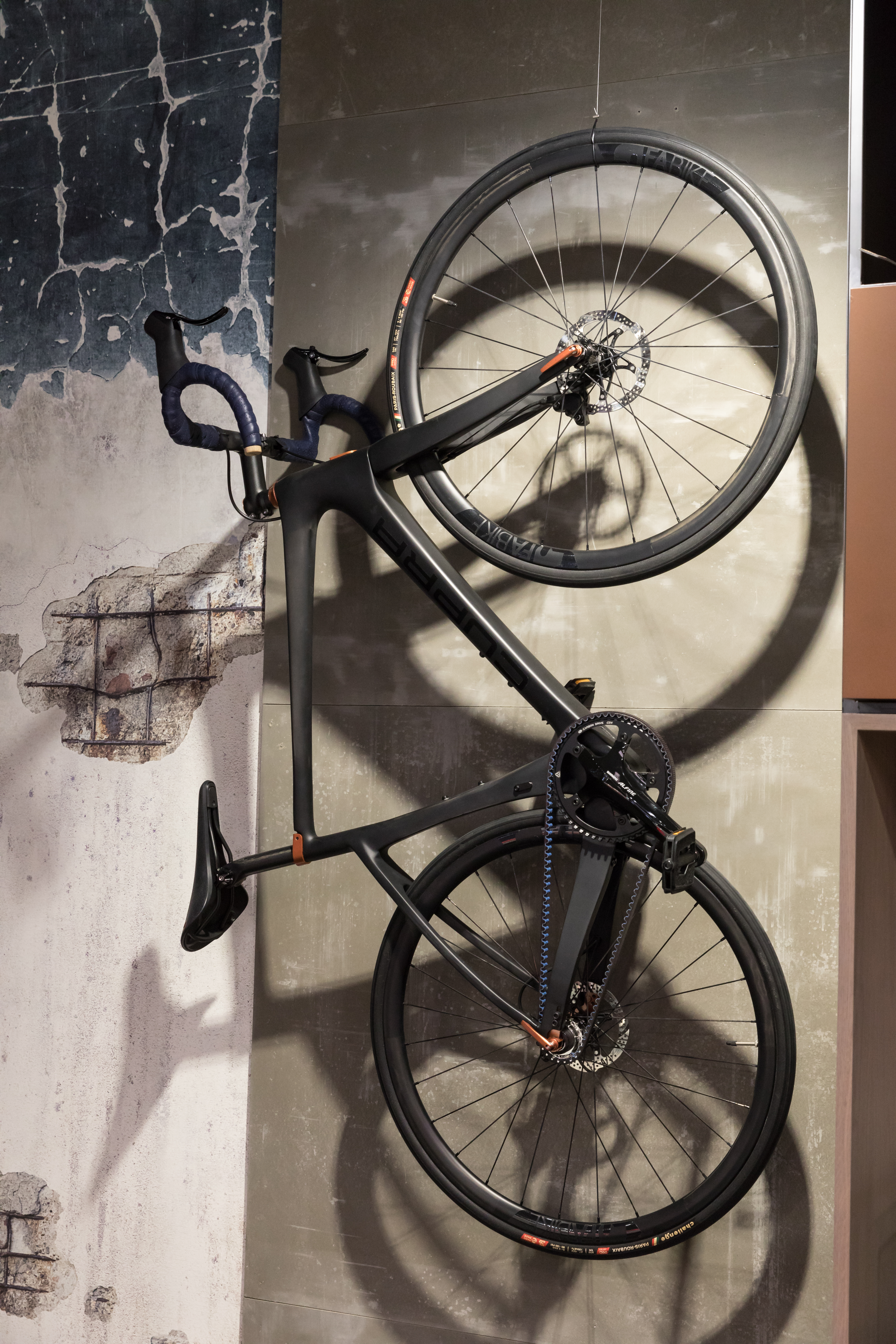
Bicicleta Cupra 2018 en el Salón del Automóvil de Ginebra

En el año 2003, SEAT lanzó una línea de bicicletas con el nombre de Cupra, que se relanzó en 2018 con el lanzamiento de Cupra como marca independiente. Ese mismo año se presentó el modelo Fabike Cupra, diseñado por un conocido fabricante italiano de bicicletas urbanas hechas a mano.
| Año                      | Marca | Denominación del modelo     | Información adicional        |
| ------------------------ | ----- | --------------------------- | ---------------------------- |
| Gama de bicicletas Cupra |       |                             |                              |
| 2003                     | SEAT  | Bicicleta Cupra R           |                              |
| 2003                     | SEAT  | Bicicleta Cupra Performance |                              |
| 2010                     | SEAT  | Bicicleta Carbón Cupra      | Acabados: Cupra y Cupra High |
| 2010                     | SEAT  | Bicicleta Aluminium Cupra   | Acabados: Cupra y Cupra High |
| 2010                     | SEAT  | Bicicleta City Cupra        | Acabado: Cupra               |
| 2018                     | Cupra | Bicicleta Fabike Cupra      |                              |

## Distribución
Cupra cuenta con una red de distribuidores especialistas que ofrecen una experiencia de compra basada en la exclusividad. La marca dispone de espacios propios dedicados a la firma llamados Cupra Garages y lo que la marca llama Cupra Master, una figura dedicada en su totalidad al contacto con el cliente.
La marca española suma un total de 75 concesionarios en todo el país, y también cuenta con sus propios espacios a nivel mundial. En 2019, Cupra estrenó su primer espacio fuera de España en la Ciudad de México, y en septiembre de 2020 se estrenó en el mercado europeo internacional con la inauguración de su primer proyecto flagship en Hamburgo (Alemania). Además, ese mismo año inauguró también su sede principal en Martorell, unas instalaciones de más de 2.400 metros cuadrados que aloja las divisiones de ventas, marketing, compras y financiación de Cupra.  
En octubre de 2020 se llevó a cabo la primera edición de la Cupra Masters Convention, un encuentro virtual con más de 600 profesionales de 35 países. Esta convención digital se realizó a través de su Cupra e-Garage, una plataforma interactiva ubicada virtualmente en el Cabo de Formentor (Mallorca), ubicación que da nombre al primer coche diseñado y producido íntegramente por la marca.

## Cupra Racing

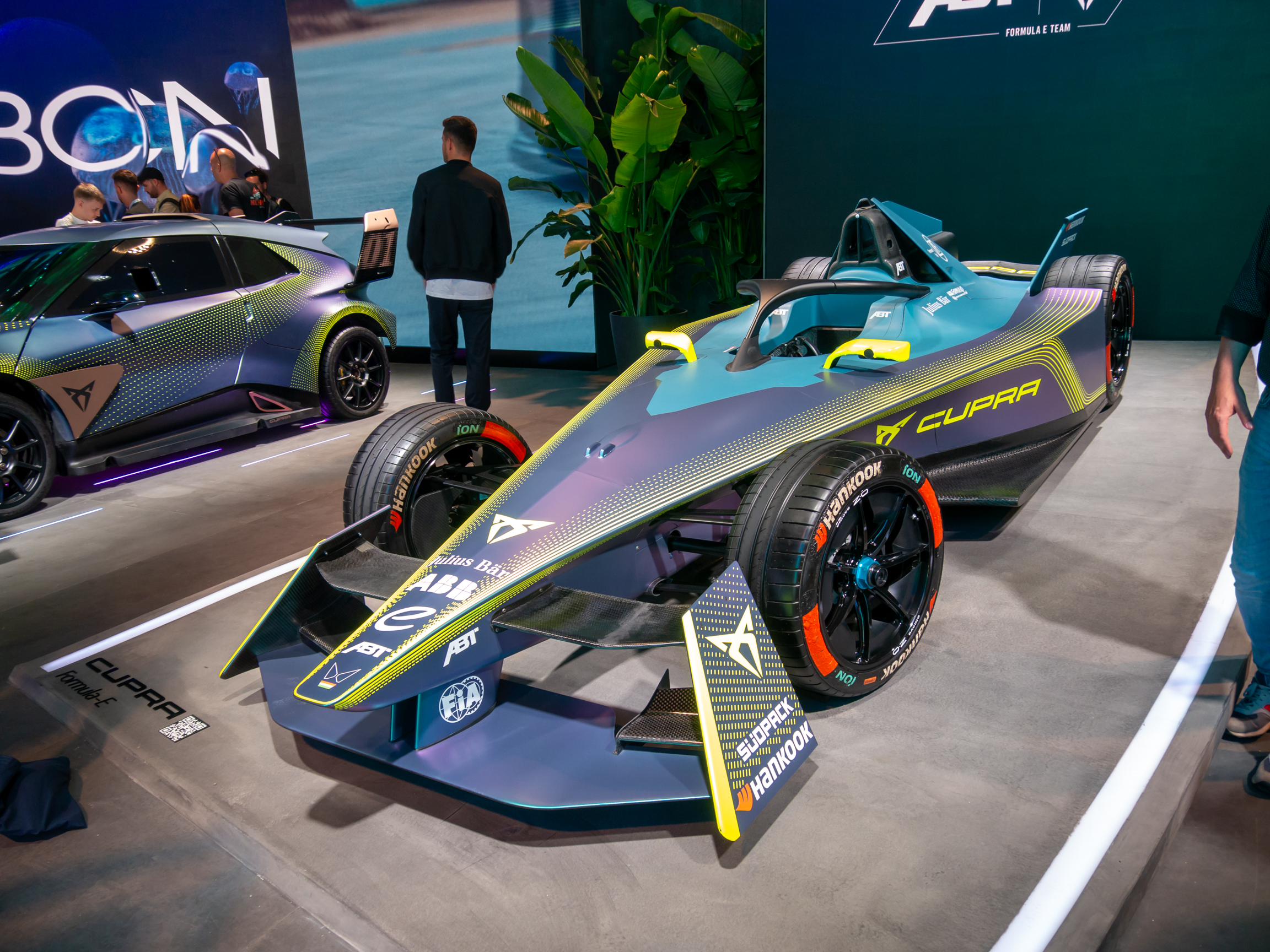
Prototipo monoplaza presentado en 2023.

También tiene presencia en el mundo de los deportes de motor, ya que desde 2018, Cupra Racing cuenta con dos modelos: el Cupra León Competition, que participa en los campeonatos de turismos TCR y en varias pruebas del Campeonato de España de Resistencia. Hasta el momento, el Cupra León Competition ha cosechado grandes éxitos, entre los que destaca el campeonato de las TCR Europe Touring Car Series de 2018, con Mikel Azcona al volante.
Su segundo vehículo de la gama Racing, el Cupra e-Racer, fue el primer turismo de competición 100% eléctrico del mundo. Este coche participa en el campeonato de turismos eléctricos Pure ETCR, que empezó a disputar su temporada inaugural en 2021. Este coche también tiene presencia en la competición Extreme E, convirtiéndose en el socio principal del equipo Abt. En ambas competiciones, Cupra cuenta con el sueco Mattias Ekström como piloto principal del equipo Cupra. El piloto español Jordi Gené también forma parte del equipo de Cupra Racing desde 2021.
En marzo de 2021, y siguiendo su vinculación con el mundo de la automoción eléctrica, Cupra anunció el fichaje de Daniel Abt como nuevo embajador de la marca en Alemania.
En diciembre de 2022, Cupra anuncio que formarían parte de la Fórmula E como equipo ABT CUPRA Formula E Team a partir de la temporada del 2023 en sustitución de Audi.

## Modelos

### Cupra

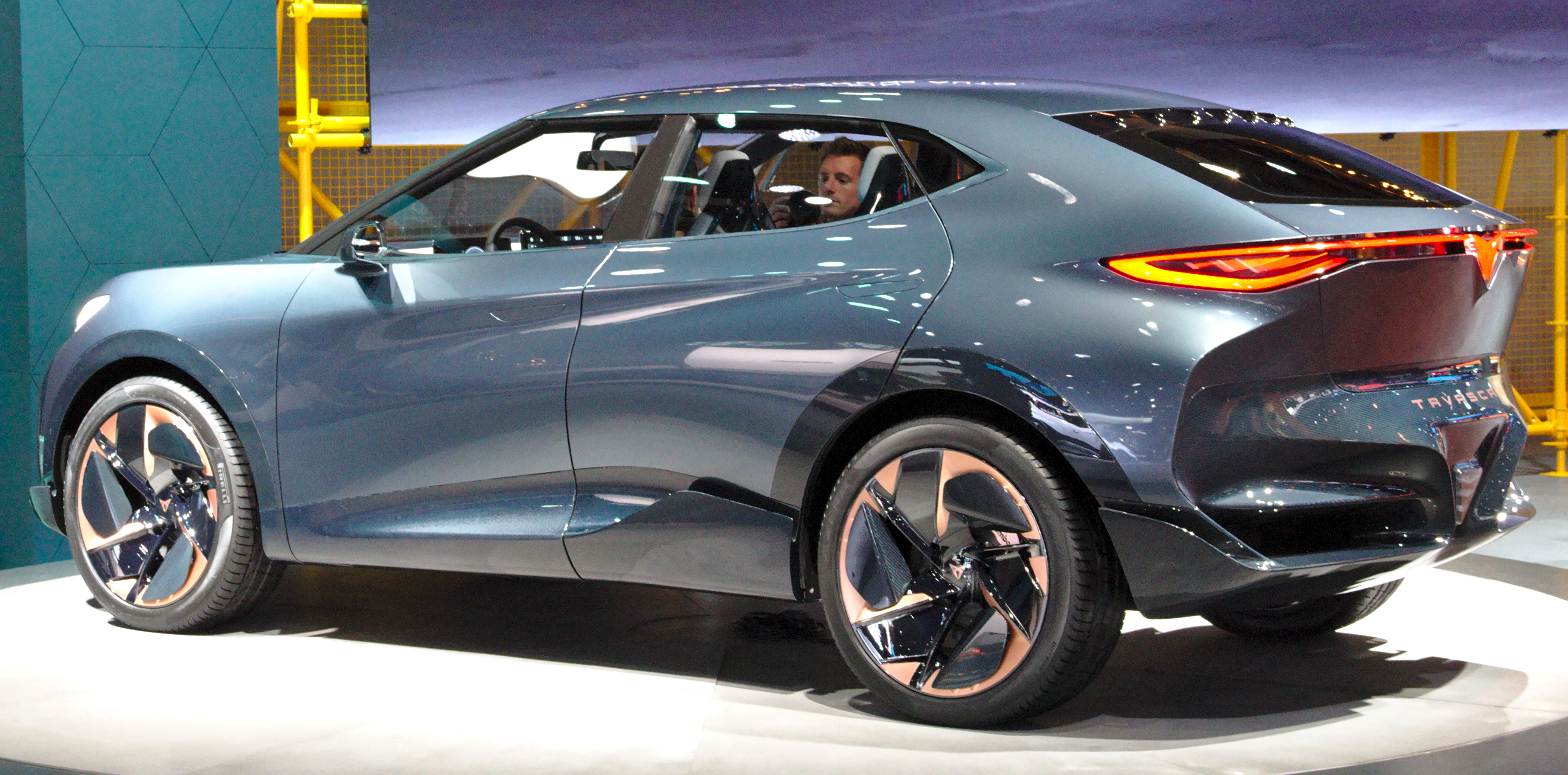
Vista trasera del Tavascan Concept en el Salón del Automóvil de Fráncfort de 2019.

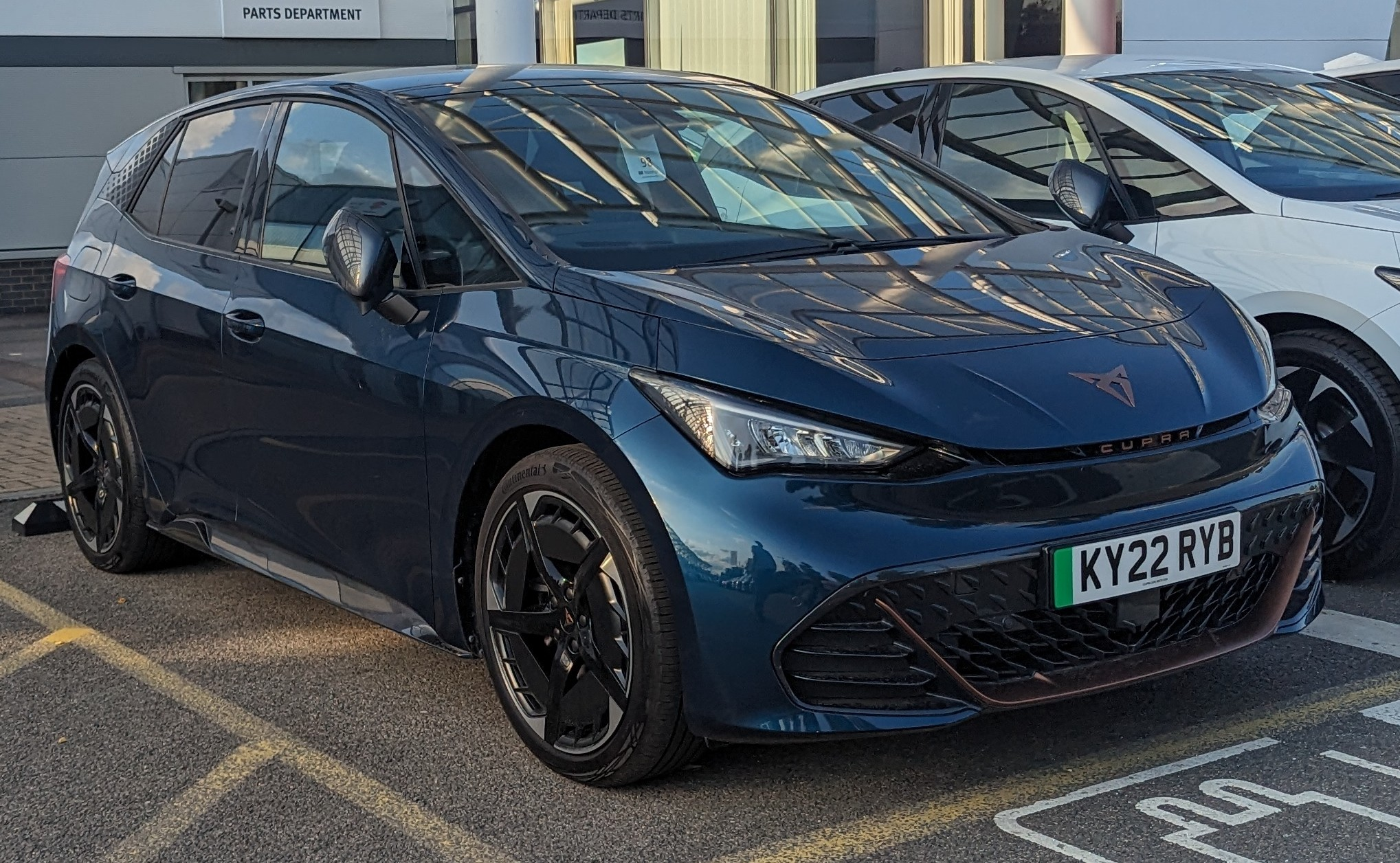
Cupra Born de 2022.

Como marca  independiente de SEAT, cuenta con los siguientes modelos:
| Año                                                            | Marca | Denominación del modelo          | Motor | Foto                 | Información adicional                                                             |
| -------------------------------------------------------------- | ----- | -------------------------------- | --- | -------------------- | --------------------------------------------------------------------------------- |
| Gama Cupra                                                     |       |                                  | |                      |                                                                                   |
| 2018-presente - 2018-2020 (inicial) - 2020-presente (rediseño) | Cupra | Cupra Ateca                      | 2.0 TSI (300 CV)                                                                                                | Cupra Ateca 2018     | Primer modelo lanzado al mercado                                                  |
| 2020-presente - 2020-2024 (inicial) - 2024-presente (rediseño) | Cupra | Cupra León                       | Híbrido enchufable - 1.5 eTSI (150 CV) - 1.4 e-HYBRID (245 CV) - 2.0 TSI (300 y 310 CV)                         | Cupra Leon 2020      | Cuenta con 2 carrocerías: compacto y Sportstourer                                 |
| 2020-presente - 2020-2024 (inicial) - 2024-presente (rediseño) | Cupra | Cupra Formentor                  | 1.4 e-HYBRID (204 CV) - 1.4 e-HYBRID (245 CV) - 1.5 TSI (150 CV) - 2.0 TSI (310 CV) - 390 CV - 2.0 TDI (150 CV) | Cupra Formentor 2020 | Primer modelo diseñado y desarrollado por CUPRA                                   |
| 2021-presente                                                  | Cupra | Cupra Born                       | - Eléctrico - 110 kW (150 CV) - 150 kW (205 CV)                                                                 | Cupra Born 2021      | Primer modelo 100% eléctrico de la marca                                          |
| 2024-presente                                                  | Cupra | Cupra Tavascan                   | | Cupra Tavascan       |                                                                                   |
| 2024-presente                                                  | Cupra | Cupra Terramar                   | | Cupra Terramar       |                                                                                   |
| Competición                                                    |       |                                  | |                      |                                                                                   |
| 2018                                                           | Cupra | Cupra León TRC                   | 2.0 TSI (350 CV)                                                                                                | Cupra León TRC       | Sustituye a los SEAT Leon TCR con el cambio de logo a Cupra.                      |
| 2020                                                           | Cupra | Cupra e-Racer                    | 2.0 TSI (400 a picos de 670 CV)                                                                                 | Cupra León TRC       | Primer coche de competición 100 % eléctrico                                       |
| Prototipos                                                     |       |                                  | |                      |                                                                                   |
| 2018                                                           | Cupra | Cupra Ibiza Concept              | 2.0 TSI (270 CV)                                                                                                |                      | Prototipo                                                                         |
| 2019                                                           | Cupra | Cupra Formentor Concept          | Híbrido - Enchufable 245 CV                                                                                     | Cupra Formentor      | Prototipo híbrido - enchufable, llevándolo a la producción en el año 2020         |
| 2019                                                           | Cupra | Cupra Tavascan Concept           | eléctrico 100% 306 CV                                                                                           | Cupra Formentor      | Su nombre proviene de un pueblo ubicado en los Pirineos                           |
| 2021                                                           | Cupra | Cupra UrbanRebel Concept         | Eléctrico 100% 435 CV                                                                                           |                      | Prototipo basado en los fundamentos de diseño del vehículo urbano 100 % eléctrico |
| 2021                                                           | CUPRA | CUPRA Tavascan Extreme E Concept | Eléctrico 100 %                                                                                                 |                      | Prototipo de diseño SUV 100 % eléctrico                                           |
| 2023                                                           | CUPRA | CUPRA DarkRebel                  | Eléctrico 100 %                                                                                                 |                      | Prototipo de diseño coupé 100 % eléctrico                                         |

### SEAT Cupra
Como versión deportiva de la marca SEAT, contó con los siguientes modelos.
| Modelo serie/generación                   | Año  | Denominación del modelo                | Motorización                       | Carrocería                                | Información adicional                                                                                     | Ediciones especiales (Desarrollados bajo el modelo original) | Prototipo (Desarrollado bajo el modelo original o anticipo de este) |
| ----------------------------------------- | ---- | -------------------------------------- | ---------------------------------- | ----------------------------------------- | --- | --- | --- |
| SEAT Ibiza Cupra                          |      |                                        |                                    |                                           | | | |
| (6k-1)                                    | 1996 | Ibiza Cupra (Cup Racing 2.0 16 valves) | 2.0 16V 150 CV (ABF)               | Solo con carrocería de 3 puertas          | Primer modelo en usar la denominación Cupra                                                               | - 1997, Ibiza GTI Cupra Sport, (2.0 8v 115 CV): exclusivo para Reino Unido y Bélgica - 1997, Ibiza GTI-16v Cupra Sport, (2.0 16v 150 CV): exclusivo para Reino Unido y Bélgica - 1997, Ibiza CUPRA Sport F2, (2.0 16v 200 CV): exclusivo para Reino Unido, homologación para competición | |
| (6k-1)                                    | 1998 | Ibiza Cupra 2 (World Rally Champion)   | 2.0 16V 150 CV (ABF)               | Solo con carrocería de 3 puertas          | | | |
| (6k-2)                                    | 2000 | Ibiza Cupra                            | 1.8 20VT 156 CV                    | Solo con carrocería de 3 puertas          | | | - 1999, Ibiza/Córdoba Cupra concept, 1.8 20VT 156 CV): Prototipos preserie de los futuros modelos Ibiza y Córdoba Cupra, que se comercializaron en el año 2000, su carrocería era de un color amarillo dorado color que no llegó a producción                                                                |
| (6k-2)                                    | 2001 | Ibiza Cupra R                          | 1.8 20VT 180 CV                    | Solo con carrocería de 3 puertas          | Edición especial limitada a 200 unidades                                                                  | | |
| (6L)                                      | 2004 | Ibiza Cupra                            | - 1.9 TDI 160 CV - 1.8 20VT 180 CV | Solo con carrocería de 3 puertas          | | | |
| (6L)                                      | 2004 | Ibiza Cupra R                          | 1.8 20VT 180 CV                    | Solo con carrocería de 3 puertas          | | | |
| (6J)                                      | 2009 | Ibiza Cupra                            | 1.4 TSI 180 CV                     | Solo con carrocería de 3 puertas          | | - 2011, Ibiza Cupra R210 Swiss Racing by Fredy Barth, (1.4 TSI 210 CV): Exclusivo para (Suiza) | |
| (6J-1/6P)                                 | 2013 | Ibiza Cupra                            | 1.4 TSI 180 CV                     | Solo con carrocería de 3 puertas          | | - 2013, Ibiza Cupra R13, (1.4 TSI 210 CV): exclusivo para (Suiza) edición limitada 150 unidades - 2013, Ibiza Cupra Pack, (1.4 TSI 180 CV): presentado en salón del automóvil de Bratislava, cuenta con un kit decorativo especial, solo para una parte del mercado europeo. | - 2012, Ibiza Cupra concept, (1.4 TSI 180cv): prototipo preserie de color amarillo con algunos detalles que no tuvo el de producción como la tapicería a juego con la carrocería. - 2014, Cupster Concept, (1.4 TSI 180 CV): prototipo descapotable sobre la base del Ibiza Cupra                            |
| (6J-1/6P)                                 | 2015 | Ibiza Cupra                            | 1.8 TSI 192 CV                     | Solo con carrocería de 3 puertas          | | | |
| SEAT Córdoba Cupra                        |      |                                        |                                    |                                           | | | |
| (6k-2)                                    | 2000 | Córdoba Cupra                          | 1.8 20VT 156 CV                    | Solo con carrocería de 2 puertas          | | | - 1999, Ibiza/Córdoba Cupra concept, 1.8 20VT 156 CV): prototipos preserie de los futuros modelos Ibiza y Córdoba Cupra, que se comercializaron en el año 2000, su carrocería era de un color amarillo dorado color que no llegó a producción                                                                |
| SEAT Toledo Cupra                         |      |                                        |                                    |                                           | | | |
| (1M)                                      | 1999 | Toledo Cupra concept                   | 2.8 V6 4 204 CV                    |                                           | Prototipo                                                                                                 | | |
| (1M)                                      | 2000 | Toledo Cupra Competición               | 2.0 - 260/270 CV                   |                                           | modelo de competición                                                                                     | | |
| SEAT León Cupra                           |      |                                        |                                    |                                           | | | |
| (1M)                                      | 2000 | León CUPRA                             | 2.8 V6 4 204 CV                    | 5 puertas                                 | | - 2001, León Cupra 4 Kompressor, (2.8 V6 Kompressor 280CV): exclusivo para Suiza - 2003, León Cupra 4 TDI, (1.9 TDI 150 CV): exclusivo para una parte del mercado europeo | |
| (1M)                                      | 2002 | León Cupra R                           | 1.8 20VT 210 CV                    | 5 puertas                                 | | | - 2001, León Cupra R concept, (1.8 20VT 210 CV): prototipos preserie, con algunos detalles que no tuvo el modelo de producción como el color banco marfil y las rejillas frontales |
| (1M)                                      | 2003 | León Cupra R                           | 1.8 20VT 225 CV                    | 5 puertas                                 | | - 2004, León Cupra R Suiza Copa, (1.8 20VT 225 CV): exclusivo para (Suiza) | |
| (1P)                                      | 2006 | León CUPRA                             | 2.0 TSI 240 CV                     | 5 puertas                                 | | - 2007, León Cupra World Champion Edition (2.0 TSI 240 CV): exclusivo para (Suiza) edición limitada 10 unidades color amarillo | - 2007, Léon Cupra Pies Descalzos Concept, (2.0 TSI 240 CV): prototipo desarrollado bajo el Leon Cupra, decorado por Shakira para recaudar fondos para la Fundación Pies Descalzos |
| (1P-1)                                    | 2009 | León Cupra R                           | 2.0 TSI 265 CV                     | 5 puertas                                 | | - 2010, León Cupra R310 WCE “World Champion Edition”, (2.0 TSI 310 CV): exclusivo para Suiza, edición limitada 200 unidades - 2010, León Cupra R310 White, (2.0 TSI 310 CV): Exclusivo para Suiza | |
| Tercera generación del SEAT León          | 2014 | León CUPRA                             | 2.0 TSI 265/280 CV                 | Todas las carrocerías: 5 puertas, SC y ST | | | - 2014, Léon Cupra performance concept, (2.0 TSI 265/280 CV): Prototipo preserie que anticipaba el pack performance exclusivo para el León cupra (disponible en naranja, blanco y negro) el concept tiene unas molduras naranjas exclusivas en la parte baja de los parachoques el cual no salió al mercado. |
| Tercera generación del SEAT León rediseño | 2016 | León CUPRA                             | 2.0 TSI 290 CV                     | Todas las carrocerías: 5 puertas, SC y ST | | - 2018, León Cupra ST 370, ( 2.0 TSI 370 CV): Exclusivo para (Suiza) - 2018, León Cupra ST Carbon Edition, (2.0 TSI 300 CV/ 4 Drive): Exclusivo para (Reino Unido) limitado a 50 unidades - 2018, León Cupra ST Black Carbon, (2.0 TSI 300 CV/ 4 Drive): Exclusivo para (España) limitado a 100 unidades - 2020, Leon Cupra Special Edition (México) incorpora un kit exterior parecido al del Cupra R. | |
| Tercera generación del SEAT León Cupra R  | 2017 | León Cupra R                           | 2.0 TSI 300/310 CV                 | solo en carrocerías de 5 puertas y ST     | - 5 puertas edición limitada 799 unidades 40 para España - En 2018 se añade con la carrocería familiar ST | | |
| Competición/Prototipos                    |      |                                        |                                    |                                           | | | |
| Cupra GT                                  | 2003 | SEAT Cupra GT                          | 6.0 - 500 CV                       |                                           | Prototipo y modelo de competición                                                                         | | |

## Patrocinios
Tras tres años de recorrido como marca, Cupra va aumentando su red de patrocinios y embajadores. Es patrocinador del Futbol Club Barcelona desde 2019, y en 2020 el Cupra Formentor se convirtió en coche oficial del club deportivo. El portero del primer equipo del Barça, Marc André Ter Stegen es uno de los embajadores principales de Cupra.
Este mismo modelo de la marca fue también designado en octubre de ese mismo año como coche oficial del World Padel Tour, ampliando la colaboración con el mundo del pádel tras contar con los jugadores profesionales Fernando Belasteguín, Pablo de Lima, Alejandro Galán, Alejandra Salazar y Ariana Sánchez como embajadores oficiales de la marca. En 2021, Cupra amplió su lista de embajadores en el mundo del pádel con cuatro deportistas más: Paula Josemaría, Agustín Tapia y la pareja formada por Federico Chingotto y Juan Tello.
Más allá del ámbito deportivo, la marca española ha entrado también en el mundo audiovisual, realizando campañas con conocidas figuras del mundo de la interpretación y la música, como los actores Daniel Brühl y Nathalie Emmanuel o el músico de jazz Kamasi Washington. Además, Cupra ha coproducido una serie de ciencia ficción 'RPM', creada por Albert Uria y en la que participan los actores Juana Acosta, Eduard Fernández o Natalia Reyes entre otros. Está previsto que la serie se estrene en el año 2022.